# Język kol
Język kol (a. kola, kole) – język papuaski używany na Nowej Brytanii.
Najpewniej jest językiem izolowanym, ale istnieje możliwość, że jest daleko spokrewniony ze słabo udokumentowanym językiem sulka bądź też należy do postulowanej rodziny języków wschodniopapuaskich.
Dzieli się na dwa dialekty: sui i kol (nakgaktai).
Jest zapisywany alfabetem łacińskim.